# Coniogyra dilucescens
Coniogyra dilucescens är en fjärilsart som beskrevs av Edward Meyrick 1921. Coniogyra dilucescens ingår i släktet Coniogyra och familjen stävmalar. Inga underarter finns listade i Catalogue of Life.